# Association sportive et culturelle La Linguère de Saint-Louis
Pour les articles homonymes, voir Linguère.
Maillots
Actualités
L'ASCE La Linguère est un club sénégalais de football basé à Saint-Louis évoluant en Ligue 1.

## Histoire
L'ASCE La Linguère est issue de la fusion, en 1969, de deux clubs, l'Espoir de Saint-Louis et la Saint-Louisienne. l'Espoir de Saint-Louis ayant remporté la première Coupe du Sénégal de football ainsi que le Championnat du Sénégal de football en 1967.
L’équipe la Saint-Louisienne a remporté la deuxième édition du championnat du Sénégal en 1957 avant l’indépendance. Ainsi qu’en 1966 elle réalise le double national, la coupe et le championnat. Elle devient la première équipe a réussir un doublé au Sénégal.

## Palmarès
- Championnat du Sénégal (1)
  - Vainqueur : 2009[4]
  - Vice-champion : 1996
- Coupe du Sénégal (4)
  - Vainqueur : 1971, 1988, 1990, 2007
  - Finaliste : 1984, 1993, 1997
- Championnat du Sénégal D2
  - Vainqueur : 2007